# 小紐約 (阿拉巴馬州)
小紐約（英語：Little New York）是一個位於美國阿拉巴馬州馬歇爾縣的非建制地區。該地的面積和人口皆未知。

## 地理
小紐約的座標為34°23′16″N 86°11′09″W / 34.38778°N 86.18583°W，而該地的平均海拔高度為190米（即620英尺）。